# 連絡先管理
連絡先管理ツール (れんらくさきかんりツール、英: contact manager)は、ユーザーが名前、住所、電話番号などの連絡先情報を簡単に保存および検索できるようにするソフトウェアプログラムである。これらは連絡先を中心としたデータベースであり、連絡先にリンクされたすべての情報や通信履歴を追跡するための完全に統合された手法を提供する。ほとんどのスマートフォンには、個人用の単純なものが搭載されている。これは電話帳機能と呼ばれることもある。連絡先データの交換には vCard と呼ばれる標準形式が使われる。
洗練された連絡先管理ツールには、カレンダー共有機能が搭載され、同僚が同じデータベースにアクセスできるようにしている。主な標準形式はvCalendarである。
高度な連絡先マネージャーは、個人リソース管理（individual resource management、IRM）や連絡先管理（contact management、CM）ツールと呼ばれる。これは、現在および将来の連絡先の個人とのやり取りを管理し、健康、ライフスタイル、財務上のニーズを整理、連携、同期するためのシステムである。

## 歴史
長い間名簿が使われていた。最初の連絡先管理システム (contact management system、CMS)は、1984年にリリースされた、Excalibur SourcesによるExsell for DOSだった。

## 利点
連絡先管理システム（CMS）は、次の利点があると考えられている。 
- 連絡先情報の一元化されたリポジトリ
- データベースを検索できる
- 販売追跡
- メールとの統合
- 予定と会議のスケジュール
- 文書管理
- メモと会話の管理
- カスタマイズ可能なフィールド
- インポート/エクスポートユーティリティ

## 顧客関係管理 (CRM) との違い
連絡先管理は通常、組織の営業モデルが1対多つまり、1人の同一の営業担当者が重複なくそれぞれの顧客の連絡先に連絡を取るモデルの場合に使用される。複数人の営業担当者が単一の職務につくモデルを対象としている多対多の対話モデルを持つ企業では、顧客関係管理（CRM）システムが推奨される。